# ティボー・デフレイタス
ティボー・デフレイタス（Thibault de Freitas、1992年1月8日 - ）は、フェデラル1、サルセル・ラグビーに所属するラグビーユニオン選手。

## プロフィール
- フランストゥールーズ出身[1]。
- ポジションはフランカー(FL)。
- 身長 188cm、体重 110kg
- ポルトガル代表キャップは31（2025年2月現在）でラグビーワールドカップ2023のポルトガル代表に選ばれた[2]。

## 略歴
CMフロイラックを経て、2024年、サルセル・ラグビーに加入